# Indvielsen
"Indvielsen" er et dansk digt af Adolph Wilhelm Schack von Staffeldt udgivet i samlingen Digte i 1804. 
Den indvielse, som digtets titel hentyder til, er digterens modtagelse af sin digterevne fra musen fra himlen. Det beskrives, hvordan naturen omkring ham pludselig opleves anderledes, men samtidig længes han nu mere efter en ophøjet tilværelse i himlen.
Digtet består af fire strofer på hver seks linjer med rimmønsteret A-B-A-B-C-C.
"Indvielsen" indgår i lyrikantologien af 12 digte i Kulturkanonen fra 2006.